# Beierolpium cyclopium
Espèce
Synonymes
- Xenolpium cyclopium Beier, 1965

Beierolpium cyclopium est une espèce de pseudoscorpions de la famille des Olpiidae.

## Distribution
Cette espèce est endémique de Nouvelle-Guinée occidentale en Indonésie. Elle se rencontre vers Kota Nica.

## Description
La femelle holotype mesure 2,1 mm

## Systématique et taxinomie
Cette espèce a été décrite sous le protonyme Xenolpium cyclopium par Beier en 1965. Elle est placée dans le genre Beierolpium par Heurtault en 1982.

## Étymologie
Son nom d'espèce lui a été donné en référence au lieu de sa découverte, les monts Cyclope.

## Publication originale
- Beier, 1965 : Die Pseudoscorpioniden Neu-Guineas und der benachbarten Inseln. Pacific Insects, vol. 7, no 4, p. 749-796 (texte intégral).